# 래스커상
래스커상(Lasker Award)은 1945년부터 한 해에 한 차례 의학 분야에 큰 기여를 한 살아있는 사람들에게 수여되는 상이다. 앨버트 래스커와 그의 아내 메리 래스커가 설립한 래스커 재단에 의해 관리된다. 이 상은 "미국의 노벨상"으로 불리기도 한다. 86명의 래스커 수상자들이 노벨상을 받았으며, 이 중 32명은 지난 20년 내에 수상하였다. 클레어 포메로이(Claire Pomeroy)가 이 재단의 재단장이다.
4개의 주요 상은 다음과 같다:
- 앨버트 래스커 기초 의학 연구상(Albert Lasker Award for Basic Medical Research)
- 래스커-드베이키 임상 의학 연구상(Lasker-DeBakey Clinical Medical Research Award)
- 래스커-블룸버그 공공 서비스상(Lasker-Bloomberg Public Service Award)
- 앨버트 래스커 의학 특별 공적상(Albert Lasker Special Achievement Award, 1994년 이후)

이 상들은 각 분류마다 250,000 달러의 사례비를 전달한다.
익명의 알코올 중독자들은 1951년 래스커 재단으로부터 그룹 사이테이션(Group Citation)을 받았다.

## 같이 보기
- 래스커-드베이키 임상 의학 연구상